# Vitalien (pape)
Pour les articles homonymes, voir Vitalien.
Vitalien (latin : Vitalianus) (vers 600 – 27 janvier 672) est le 76e pape de l'Église catholique du 30 juillet 657 jusqu'à sa mort. Son pontificat est marqué par le différend entre la papauté et le gouvernement impérial de Constantinople au sujet du monothélisme, que Rome condamne. Vitalien tente de résoudre ce différend et se montre conciliant avec l'empereur Constant II Héraclius, qui lui a rend visite à Rome et lui offre des cadeaux. Son pontificat voit également la sécession de l'archevêché de Ravenne de l'autorité papale.

## Biographie

### Élection
Vitalien est né à Segni, Latium, fils d'Anastase. Après la mort d'Eugène Ier le 2 juin 657, il est élu pour lui succéder et est consacré pape le 30 juillet, gardant son nom de baptême.

### Pontificat
Très soumis à Byzance, il s'abstient de traiter des questions doctrinales.

#### Monothélitisme
Vitalien est élu pape cinq ans seulement après la déposition et l'arrestation de Martin Ier en 653, par l'exarque de Ravenne Théodore Ier Calliopas, sur l'ordre de l'empereur byzantin Constant II Héraclius ; il est donc contraint, comme son prédécesseur Eugène Ier, à une extrême prudence vis-à-vis des autorités byzantines, alors toute-puissantes à Rome. Il s'abstient de toute prise de position retentissante dans la querelle du monothélisme, et reste ainsi en pleine communion avec le siège de Constantinople. Il tente de rétablir le lien avec Constantinople en faisant des avances amicales à l'empereur et prépare le terrain pour le règlement de la controverse monothélite. Il agit avec réserve, en s'abstenant d'exprimer ouvertement sa condamnation du Typos, l'édit publié en 648 directement par Constant II Héraclius et déjà condamné par le pape Martin Ier.
Sa consécration pontificale a lieu moins de deux mois après la mort de son prédécesseur ; une telle rapidité à obtenir l'approbation impériale est un signal du désir de l'empereur Constant II Héraclius de réconciliation avec l'Église de Rome.
Il envoie des lettres (synodica) annonçant son élévation à l'empereur byzantin et au patriarche Pierre de Constantinople, enclin au monothélisme. L'empereur confirme les privilèges du Saint-Siège comme chef de l'Église en Occident et envoie à Rome en signe de bonne volonté un évangéliaire dans une couverture d'or richement ornée de pierres précieuses.

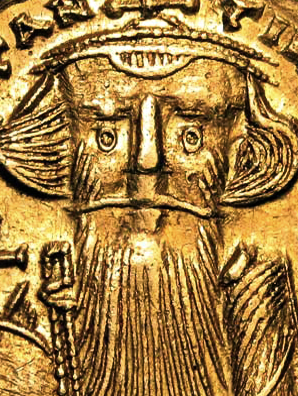
Solidus de Constant II Héraclius.

Le patriarche Pierre répond également, même si sa réponse est quelque peu évasive quant au monothélisme, une croyance qu'il défend. Dans sa lettre, il donne l'impression d'être d'accord avec le pape, dont sa lettre à Pierre a exposé la foi catholique. Les relations ecclésiastiques entre Rome et Constantinople sont ainsi rétablies, mais la réserve mutuelle sur la question dogmatique du monothélisme demeure. Le nom de Vitalien est inscrit sur les diptyques des églises de Byzance - le seul nom d'un pape ainsi inscrit entre le pontificat d'Honorius Ier (mort en 638) et le sixième concile œcuménique de 680–681. L'inclusion du nom de Vitalien sur le diptyque a été considérée par certains comme étant trop conciliante envers l'hérésie, mais cette accusation est infondée.
Vitalien fait preuve de réciprocité envers Constant lorsque celui-ci vient à Rome en 663 pour y passer douze jours lors d'une campagne contre les Lombards. Le 5 juillet, le pape et des membres du clergé romain rencontrent l'empereur à la sixième borne milliaire et l'accompagnent à la basilique Saint-Pierre, où l'empereur lui offre des cadeaux. Le dimanche suivant, Constant II se rend solennellement à Saint-Pierre, offre un pallium en or et assiste à la messe célébrée par le pape. Ils dînent ensemble le samedi suivant ; l'empereur assiste de nouveau à la messe le dimanche à Saint-Pierre et ensuite prend congé du pape. Il quitte Rome en emportant les ornements en bronze de plusieurs monuments de la ville dédiées au culte chrétien, non encore pillés par les différents conquérants de la ville, notamment les tuiles en bronze doré qui couvrent la coupole de l'église Sainte-Marie-aux-Martyrs (l'ancien Panthéon), ce qui est vu comme un pillage. Il lui faut sans doute payer les troupes qu'il a amenées en Italie. Le tout est envoyé à Constantinople. On se souvient également du séjour de Constant II Héraclius comme étant la dernière visite d'un empereur byzantin dans la « Ville éternelle ».
Constant s'installe ensuite en Sicile, opprime la population et est assassiné à Syracuse en 668. Vitalien soutient son fils Constantin IV contre l'usurpateur Mezezios et l'aide ainsi à accéder au trône. Comme Constantin IV n'a aucun désir de maintenir le décret monothélite de son père, Vitalien profite de cette inclination pour prendre une position plus décisive contre le monothélisme et pour gagner l'empereur à l'orthodoxie, mais il échoue dans cette dernière tentative. Constantin montre une grande gratitude envers la papauté, renonçant par exemple à l'imposition du Typos et permettant ainsi à Vitalien de s'y opposer plus efficacement. Cependant, déterminé à bloquer les conquêtes arabes, il ne peut alors s'occuper davantage des affaires italiennes. Le patriarche monothélite Théodore Ier de Constantinople supprime le nom de Vitalien des diptyques. Il faudra attendre le VIe Concile œcuménique (681) pour que le monothélisme soit supprimé et que le nom de Vitalien soit remplacé sur les diptyques des églises de Byzance.

#### Relations avec l'Église anglo-saxonne
Vitalien réussit à améliorer les relations avec l'Angleterre, où les clergés anglo-saxons et britannique sont divisés sur diverses coutumes ecclésiastiques. En 664, selon une tradition, deux rois anglo-saxons, Ecgberht Ier et Oswiu de Northumbrie, envoient au pape Vitalien des ambassadeurs porteurs de vases d'or et d'argent, dirigés par Wilfrid, évêque d'York, pour lui demander de se prononcer sur certains points de liturgie, dont le principal est la date de célébration de Pâques, différente pour les Églises d'obédience romaine et les Églises d'obédience irlandaise, qui se partagent la population chrétienne en Angleterre. Le point est réglé par le concile de Whitby, qui condamne les usages celtiques et renforce l'autorité de la papauté en Angleterre. Lors du concile le roi Oswiu accepte les pratiques romaines concernant la célébration de Pâques et la forme de la tonsure. Le détail de ces événements est incertain.
En 667, après la mort de Wighard, envoyé à Rome pour être consacré archevêque de Cantorbéry, Vitalien décide, sur la recommandation d'Adrien de Carthage, abbé du monastère Nérida ou Niridanum sur l'île de Nisida près de Naples, de le remplacer comme archevêque de Cantorbéry par le grec Théodore de Tarse qui comprend à la fois le latin et le grec. Celui-ci n'accepte la mission que s'il est accompagné d'Adrien. Théodore est consacré archevêque de Cantorbéry par Vitalien le 26 mars 668. Parvenu en Angleterre en mai 669, il y joue un rôle très important, tant dans l'organisation définitive de l'Église anglo-saxonne (il est selon Bède le Vénérable le premier primat reconnu dans toute l'Angleterre) que dans la diffusion de la culture écrite gréco-romaine dans l'île.

#### Schisme de l'archevêché de Ravenne
Constant II Héraclius favorise le schisme de l'archevêque de Ravenne Maurus (644–671), qui rejette l'autorité hiérarchique du pape, soutenu par l'exarque byzantin. Maurus cherche à rendre son siège autocéphale. Lorsque le pape lui demande de justifier ses vues théologiques, il refuse d'obéir et se déclare indépendant de Rome, déclenchant un schisme. Le pape l'excommunie, mais Maurus ne se soumet pas, excommunie Vitalien en retour et se prononce pour la soumission de l'Église latine au patriarche de Constantinople. L'empereur byzantin Constant II Héraclius se range du côté de l'archevêque et publie en 666, un édit retirant l'archevêché de Ravenne de la juridiction patriarcale de Rome. Il ordonne que le premier reçoive le pallium de l'empereur. Le successeur de Maurus, Reparatus (671–677), est consacré en 671.
Le pape s'efforce de mobiliser les autres évêques italiens contre Maurus. Ce schisme s'ajoute en Italie au schisme d'Aquilée, non encore résorbé, et à la persistance de l'arianisme parmi les Lombards, notamment sous le roi Grimoald Ier de Bénévent (662–671). Les autorités byzantines tentent aussi de soustraire la Crète au ressort du pape. L'indépendance du siège de Ravenne est supprimée seulement sous le pontificat de Léon II (682–683).

#### Autorité sur l'Église d'Orient
Vitalien joue un rôle dans l'exonération de l'évêque de l'Église d'Orient Jean de Lappa, qui a été destitué par un synode sous la présidence du métropolite Paul. Jean fait appel au pape et est emprisonné par Paul pour cela. Il s'échappe et se rend à Rome, où Vitalien tient un synode en décembre 667 pour enquêter sur l'affaire ; il déclare Jean innocent. Il écrit ensuite à Paul pour exiger le rétablissement de Jean dans son diocèse et le retour des monastères qui lui ont été injustement enlevés. En même temps, le pape ordonne au métropolite de renvoyer deux diacres qui s'étaient mariés chacun après la consécration.

#### Schola cantorum
Vitalien favorise le développement de la Schola cantorum fondée par le pape Grégoire Ier à Rome au Latran. Il fait apprendre aux chantres, appelés « vitaliens », les nouveaux rites de type byzantins introduits à Rome.

### Mort et héritage
Vitalien meurt le 27 janvier 672 et est remplacé par Adéodat II. Il est enterré à Saint-Pierre. Vénéré comme saint par l'Église catholique, sa fête est célébrée chaque année le 27 janvier,. Les Églises orthodoxes se souviennent de lui le 23 juillet.
Selon Bartolomeo Sacchi, il introduisit l'usage de l'orgue et de la musique instrumentale dans la liturgie romaine (tradition propre à l'Occident). C'est également sous son pontificat que les cloches sont généralisées dans toutes les églises de Gaule.